# Âu Dương Dư
Âu Dương Dư (tiếng Trung: 欧阳予; sinh ngày 26 tháng 7 năm 1927) là một chuyên gia về lò phản ứng hạt nhân và kỹ thuật điện hạt nhân Trung Quốc

## Cuộc đời
Ông sinh năm 1927 tại huyện Lạc Sơn (nay là thành phố Lạc Sơn), tỉnh Tứ Xuyên. Năm 1948, ông tốt nghiệp Khoa Kỹ thuật điện, Trường Kỹ thuật, Đại học Quốc gia Vũ Hán. Năm 1957, ông tốt nghiệp bằng Tiến sĩ khoa học kỹ thuật tại Viện Điện Moskva của Liên Xô. Năm 2000, ông được bầu làm thành viên nước ngoài của Học viện Kỹ thuật Nga. Năm 1991, ông được bầu làm viện sĩ Viện Hàn lâm Khoa học Trung Quốc.